# 이와쿠라 가즈야
이와쿠라 가즈야(일본어: 岩倉 一弥, 1985년 4월 26일 ~ )는 일본의 전 축구 선수이다.

## 구단 경력
과거 요코하마 FC, 뉴웨이브 기타큐슈, 도쿄 베르디에서 활동하였다.